# Chandanaish
Chandanaish (en bengali : চন্দনাইশ) est une upazila du Bangladesh dans le district de Chittagong. En 1991, on y dénombrait 172 843 habitants.